# John Coape Sherbrooke

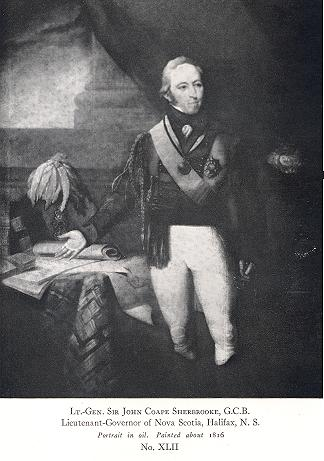
Sir John Coape Sherbrooke

Sir John Coape Sherbrooke (29 de abril de 1764 – 14 de fevereiro de 1830) era um soldado e administrador colonial britânico. Serviu o exército em Nova Scotia, Países Baixos, Índia, e Espanha, passou a morar no Canadá em 1811.
Atuou também na Guerra de 1812.